# Kiczino
Kiczino (ros. Кичино) – wieś w Rosji, w rejonie szeksnińkim obwodu wołogodzkiego. W 2010 r. liczyła 23 mieszkańców.